# 巴尔德奥尔莫斯-阿拉尔帕尔多
巴尔德奥尔莫斯-阿拉尔帕尔多，是西班牙马德里自治区的一个市镇。总面积27平方公里，总人口1917人（2001年），人口密度71人/平方公里。